# Maja Andželou
Maja Andželou, (engl. Maya Angelou; IPA: ), rođena kao Margaret Eni Džonson (4. april 1928 – 28. maj 2014) bila je afroamerička spisateljica, pesnikinja, plesačica, glumica, pevačica kao i uticajna aktivistkinja američkog pokreta za građanska prava. Bila je prijatelj Martin Lutera Kinga i njegov aktivan saradnik u borbi za jednakost u SAD. Maya Andželou je laureat desetine nagrada i medalja, a dodeljeno joj je i preko 30 počasnih doktorata.
Objavila je sedam autobiografija, tri knjige eseja i nekoliko knjiga poezije. Pisala je pozorišne komade, te filmske i TV scenarije. Dobitnica je brojnih književnih nagrada. Prva od sedam autobiografija, pod naslovom "Znam zašto ptica u kavezu peva" (1969), u kojoj piše o svom životu do sedamnaeste godine, proslavila je Maju Andželou širom sveta.
Ona je postala pesnikinja i spisateljica nakon serije različitih zanimanja kojima se bavila kao mlađa punoletnica, uključujući i rad u spremanju brze hrane, ples i performans u noćnim klubovima, rad u operi Pordži i Bes, koordinisanje Južnjačke hrišćanske konferencije, novinarstvo u Egiptu i Gani tokom procesa dekolonizacije Afrike. Bila je glumica, spisateljica, rediteljka i producentkinja mnogih predstava, filmova i televizijskih programa.

## Dela
Autobiografije
- I Know Why the Caged Bird Sings, 1969.
- Gather Together in My Name, 1974.
- Singin' and Swingin' and Gettin' Merry Like Christmas, 1976.
- The Heart of a Woman, 1981.
- All God's Children Need Traveling Shoes, 1986.
- A Song Flung Up To Heaven, 2002.
- The Collected Autobiographies of Maya Angelou, 2004.

Lični eseji
- Wouldn't Take Nothing For My Journey Now, 1993.
- Even the Stars Look Lonesome, 1997.
- Hallelujah! The Welcome Table: A Lifetime of Memories With Recipes, 2004.

Knjige za decu
- Life Doesn't Frighten Me, 1993.
- My Painted House, My Friendly Chicken and Me, 1994.
- Kofi and His Magic, 1996.
- Maya's World series, 2004.

Poezija
- Just Give Me a Cool Drink of Water 'Fore I Die, 1971.
- Oh Pray My Wings are Gonna Fit Me Well, 1975.
- And Still I Rise, 1978.
- Shaker, Why Don't You Sing, 1983.
- Now Sheba Sings the Song, 1987.
- I Shall Not Be Moved, 1990.
- "On the Pulse of Morning", 1993.
- The Complete Collected Poems of Maya Angelou, 1994.
- Phenomenal Woman: Four Poems for Women, 1995.
- "A Brave and Startling Truth", 1995.
- "From a Black Woman to a Black Man", 1995.
- "Amazing Peace", 2005.
- "Mother, a Cradle to Hold Me", 2006.
- "Celebrations, Rituals of Peace and Prayer", 2006
- Poetry for Young People, 2007.

Drame
- Caberet For Freedom, 1960.
- The Least of These, 1966.
- Gettin' Up Stayed On My Mind, 1967.
- Ajax, 1974.
- And Still I Rise, 1976.
- Moon on a Rainbow Shawl, 1988.

### Scenariji

#### Filmovi
- Georgia, Georgia, 1972.
- All Day Long, 1974.
- Madea's Family reuinon,2006.

#### Televizija
- autor I Know Why the Caged Bird Sings, 1979.
- Writer, Brewster Place, 1990-1991.

#### Režija
- Down in the Delta, 1998.

#### Gluma
- Tapestry, 1975 (drama).
- Circles, 1975 (drama).
- Sister, Sister, 1982.
- Touched By An Angel, 1995.
- Moesha, 1999.
- Sesame Street, 1999.
- Runaway, 2000
- The Oprah Winfrey Show, 2004.

#### Filmovi i drame
- Porgy and Bess, 1954-1955.
- Calypso, 1957.
- The Blacks, 1960.
- Mother Courage, 1964.
- Look Away, 1973.
- Roots, 1977 (nominacija za Emmy za najbolju sporednu ulogu).
- Poetic Justice
- How to Make an American Quilt, 1995.
- Madea's Family Reunion, 2006.

#### Radio
- voditeljka, Oprah and Friends, XM Satellite Radio, početo 2006.

### Audio-zapisi

#### Muzika
- Miss Calypso, 1957.
- For the Love of Ivy, 1968.
- Georgia, Georgia, 1972.
- All Day Long, 1974.

#### Recitacije
- The Poetry of Maya Angelou, 1969.
- Women in Business, 1981.
- Phenomenal Woman, 1995.
- Been Found, 1996.

## Spoljašnje veze
- Zvaničan sajt
- Maja Andželou на веб-сајту  (језик: енглески)